# Spode

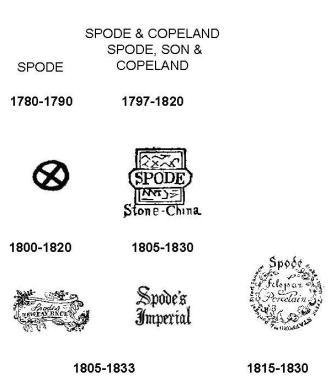
Značky výrobce

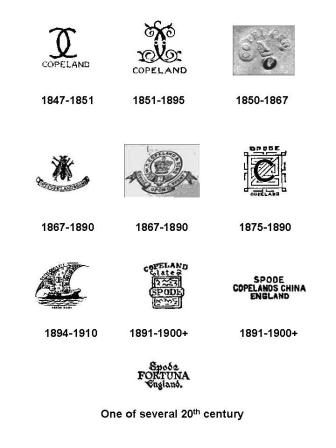
Značky výrobce

Spode je anglický výrobce keramiky a porcelánu, sídlící v Stoke-on-Trent.
Společnost byla založena Josiahem Spodem, který získal proslulost zdokonalením modrého podglazurového tisku v roce 1784 a pro spolupráci na výrobním postupu kostního porcelánu.
Továrnu v Stoke-on-Trent otevřel roku 1767 a roku 1776 vznikla současná výrobna. Jeho podnikání s keramickým nádobím ve smetanové a perlové barvě bylo velmi úspěšné. Spolupracoval se svým synem Josiahem Spodem I.; roku 1833 se po dlouholeté spolupráci stala výhradním vlastníkem rodina Copelandů. Jejich majetkem zůstala společnost až do roku 1966.